# あやかしトライアングル
『あやかしトライアングル』（AYAKASHI TRIANGLE）は、矢吹健太朗による日本の漫画。『週刊少年ジャンプ』（集英社）において、2020年28号から2022年20号まで連載後、『少年ジャンプ+』（同）に移籍して2022年4月25日から2023年9月25日まで連載された。2022年1月時点で累計発行部数は100万部を突破している。

## ストーリー
不思議な妖怪「妖（あやかし）」がいる現代の日本。妖と戦う忍者「祓忍」の少年・風巻祭里は、妖が好きな幼なじみの少女・花奏すずを守るべく日々妖と戦っていた。
ある日、強大な猫の妖シロガネがすずを食らおうと襲いかかり、祭里は祖父から受け継いだ封印術を使って辛くもシロガネを撃退するが、往生際の悪いシロガネは、自身の術で祭里を女性の肉体に変えてしまう。祭里は、力を封印され弱体化したシロガネを今度こそ退治しようとするが、それは自身が二度と男に戻れなくなることを意味する。それでも、すずを守るためならばと受け入れる祭里であったが、すずは祭里への恋心と罪悪感から強く反対し、シロガネと和解するよう主張する。やむをえず、祭里はシロガネを飼い猫という名目で自分の監視下に置くと宣言し、当面の問題は先送りにされる。ここに祭里・すず・シロガネの三者による恋し恋され、食い食われの奇妙な三角（トライアングル）関係が形成される。

## 作中設定・用語
妖（あやかし）
一般的に語られる妖怪とほぼ同義の存在で、本作では人や動物などのさまざまな思念（おもに魄）が集まり意思を得た存在とされる。その姿はある程度の魂力ないし魄力の持ち主、最低でも妖という存在を「事実として認識していなければ」視認することができず、一般人が妖を視認するには妖側が視認できる姿に「変化」する必要がある。
小さく愛嬌のある姿をした無害な妖が大半であるが、邪悪な思念から生まれた妖はほかの妖を食べることで大型化・狂暴化し、やがて人間そのものを食らう脅威となる。
危害を加える者は全て討滅する、という訳ではなく、悪意は無いが性質上人間に危害を加えてしまう妖の場合は捕獲後に人間の生活圏へ来ないように人間への恐怖心を植え付ける「おそろしの儀」を掛けたうえで山へと帰す。ただしシロガネは「あくまでも人間側の定めた基準だろう」と指摘しており、効果があるかどうかは不明。
異魂（イコン）
人間の負の残留思念の集合体で、いくつもの人間の叫ぶ顔を模した黒煙のようなまがまがしい姿をした妖。人間の集まる都市圏に現れる。出現直後は直接危害を加える力は無いが、自身を認識した人間や動物に憑依し、生命力を奪って成長していき、次第に人に害する存在となるため、近年祓忍のあいだでは自然発生した妖よりも優先される討滅対象となっている。討滅する場合は憑依した対象が意識の無い状態であるほうが都合が良く、基本的に寝ている間に祓うこととなる。
初登場時はルーシーの写真撮影に写りこんだことでルーシーに取り憑く。そして彼女の生命力を奪い気絶させた後、精神世界で異形の姿に変貌してルーシーに襲いかかるが、祭里の不浄吸扇で浄化される。
妖側からも不快な存在とされており、シロガネが辛辣な評価を口にしている。
人妖（ジンヨウ）、異妖（イヨウ）
異魂から強大な進化を遂げた妖の最上位種。人型の人妖と異形をもつ異妖に大別されるが、データが少なく祓忍の間でも詳しいことは分からないことが多い。性格や凶暴性も千差万別で、人に危害をおよぼすもの、逆に人間社会に適応して暮らしているものなどがいる。
祓忍（はらいにん）
古来より妖退治に従事してきた「妖祓い」の一種。退魔師としての霊力と技能をもった忍者で、封印や自然現象を操るさまざまな術を駆使する。主人公の出身である「風巻家」をはじめとする複数の流派が存在し、それぞれが得意とする術や技能をもつ。各流派は江戸時代に徳川幕府が秘密裏に設立した「祓忍組合」というネットワークに属しており、各地にある支部を介して怪異の情報収集や治安維持を行っている。
現在では祓忍組合専用のサイトを開設するなど、電子機器も活用している。
祓忍具（はらいにんぐ）
祓忍が使用する霊力や術が施された武具。
風車（かざぐるま）
祭里が愛用する祓忍具。外見は、芯が鉄製という以外は折り紙製の風車と変わらないが、口に咥えることで術を発動するための集中力を高めたり、一定以上の力を持つ妖の存在を探知するアンテナのような役割を果たす。女性化後の祭里は髪飾り代わりに頭に差すようになる。
祓忍装束（はらいにんしょうぞく）
祓忍の仕事着。おおむね普通の忍装束のデザインをしている。平時はチョーカーやバッジなどの携帯に適した形状となっており、「着装」の掛け声で特撮ヒーローのように瞬時に纏うことが可能。着用中は霊力のない一般人に認識されなくなる術式も込められている。
風魔手裏剣（ふうましゅりけん）
祭里が愛用する恋緒特製の手裏剣。風の術を込めることで切断力をより増幅させる。

魂（コン）、魄（ハク）
本作における生物のエネルギーの概念で、「魂」は精神力、「魄」は肉体に内包される生命力を指す。祓忍はこの魂の力を高めることで、身体能力の強化やさまざまな術の行使を可能としている。
妖巫女（あやかしみこ）
生まれながら桁外れに強い魄をもつ希少な人間。作中では「生命（いのち）の過剰分泌（シロガネ談）」「濃厚な蜂蜜のごとき甘さ（シロガネ談）」「超ハイカロリーの悪魔的限定スイーツ（すず談）」「人にして妖（宗牙談）」などと称され、その力を食らおうと狙う強力な妖を引き寄せる性質から、古来の人間社会では迫害対象とされ、妖への供物として犠牲になった者もいる。
命光輪（めいこうりん）
妖巫女の真骨頂とも言える戦闘形態で背後に魄力の光輪を背負う。現在のすずは自身の力だけでは発動できない。
命玉（めいぎょく）
魄力を凝縮した玉で、適量であれば他者を癒やす力となるが、過剰なまでに魄力を込めたそれは生命活動を暴走させて枯らしてしまう。

小美呼市（おみこし）
本作の舞台となる架空の町。祭里たち主要人物が通う北彩高校（ほくさいこうこう）や、すずの両親が営む喫茶店「Melody Bell」がある商店街「わっしょいロード」などが存在する。
花鳥風月（かちょうふうげつ）
祭里・すず・弥生・ルーシーの4人組の通称。祭里と親交を深めた弥生からの提案により、SNSのグループ名として4人の名字から取って名付けられる。

## 登場人物
担当声優はテレビアニメ版 / ボイスコミック版の順に表記。ひとりのみの記載の場合は特記がない限りテレビアニメ版での配役。

### 主要人物
風巻 祭里（かざまき まつり）
声 - 千葉翔也（男）、富田美憂（女） / 峯田大夢（男）、京花優希（女）、樺澤綾（幼少期）
本作の主人公。風の術を操る祓忍の名門「風巻家」の跡取り息子で、北彩高校の1年生。2006年8月1日生まれ。
高校入学前に、幼なじみのすずに襲いかかってきた妖の王・シロガネを封印しようとするが、シロガネから性醒流転の術による反撃を受け、女性の体へと変貌する。
真面目で正義感が強く、どんな苦境であっても妖を倒すという信念の持ち主。一方で女心には疎く、すずから自分に向けられている好意に気づかず、また自分自身がすずに魅かれていることも自覚していない。祓忍としての実力は同業者たちからも認められるほど高く、シロガネからも警戒されるほど。
幼少時代は気弱な性格で、すずが引き連れている妖たちを苦手としていたが、妖巫女としての悲しい運命を背負うすずを守りたい一心で祓忍となった。しかし、妖を退治する祓忍としての任務は妖を友とするすずには理解されず、シロガネとの一件までは退治対象の妖の処遇をめぐって対立することが多かった。
つんつんした短めで赤みがかった黒髪が特徴であるが、女体化してからは長い銀髪をアップでまとめあげた髪型になり、バストサイズでもすずを上回る美少女となる。しかし性格は男子のままであるため、無意識に男子トイレに入ったり、婦人服の着用に難儀するなど日常生活で不便を強いられる。高校入学後は祖父の清弦の根回しによってすずと同じクラスとなり、本物の女子生徒として生活することになる。
技一覧
風苦無（かぜくない）
風をまとった刀から無数もの真空の刃を放ち、敵を滅多刺しにする。
旋散華（せんざんか）
突風で敵を切り刻む。
豪風陣（ごうふうじん）
暴風で敵を吹き飛ばす。風による攻撃だけでなく、風で物体を射出する、という使い方も可能。
作中ではシロガネを風で発射する、という使用法を見せた。
鎌威太刀（かまいたち）
風の力を込めた手刀で瞬時に敵を斬り裂く。
封神結界（ほうしんけっかい）
先代当主である祖父の清弦が、妖の王シロガネを封印するべく30年かけて生み出した秘術。清弦の力が込められた巻物「封神の巻」に対象を囲み、その広げた巻物で対象の身体と力を閉じ込めて封印する。
不浄吸扇（ふじょうきゅうせん）
妖に憑依され、眠りについた相手の口に風車を咥えさせて使用することで、憑依された妖を吸い出す。
嵐身の術（らんしんのじゅつ）
練り上げた風を体内に留めることで身体能力を底上げする。画楽によって風を封じられたことで会得する。

花奏 すず（かなで すず）
声 - 市ノ瀬加那 / 会沢紗弥
本作のヒロイン。祭里の幼なじみで高校のクラスメイト。強い生命力をもつ妖巫女の少女。幼少期から妖を友として育ってきた。「凄い」「絶対」という意味で「もーれつ」と評する口癖がある。
黒髪のボブカットが特徴の美少女であるが、脚がやや太いことを気にしており、悪意なくこれを指摘した祭里を制裁することもある。甘い食べ物全般が大好きで、実家の喫茶店「Melody Bell」ではスイーツメニューの監修も行っている。
幼少期は、妖が見えない一般人から妖と触れ合っている場面が独り言を言っているようにしか見えないとして変人とさげすまれて孤立していた。しかし、同じく妖が見える祭里に出会い友人となってからは次第に本来の明るさを取り戻し、同時に祭里に恋心を抱くようになる。
祭里が祓忍となってからは、自分を妖から遠ざけようとする姿勢に反発し対立していたが、自分が原因でシロガネの呪いを受けた祭里をサポートするうちに関係も改善していく。祭里が男に戻れなければ異性として祭里と交際できなくなるという危機感から、唯一呪いを解除できるシロガネの退治には反対し、二人の仲を取り持とうと奔走する。
「シロガネが自分を捕食対象として見なくなれば、祭里とシロガネが争う理由がなくなる」という考えから、「自分の手製のスイーツでシロガネの興味を引く」という作戦に行きつき、インターネットで製法を学んだ特製きびだんご「すずだんご」を完成させる。このすずだんごにはすずの無意識の魄力が込められており、本来肉食の猫であるシロガネも絶賛するほどの美味である。
女体化しても凛々しい姿を見せる祭里に惹かれたり、もしも祭里が男の姿に戻れなくなった場合に備え、女の子同士の恋愛を妄想するなど満更でもない様子も見せるようになる。
三大欲求が全般的に旺盛であり、食事・睡眠は言わずもがな、祭里への恋心をあらわにしてからは性的にも積極的になり、シロガネからは「ハレンチ巫女」、かなでからも「色欲オバケ」と呼ばれる。シロガネからは「過剰生命力ゆえか、ああいう奴だからこそ妖巫女なのか」と疑問を持たれているが、実際に妖巫女の性質である桁外れに強い魄と関係があるかは不明。
幾多の妖との戦いや騒動を乗り越えていくうちに妖巫女としての能力を使いこなせるようになり、やがてシロガネに代わる「妖の王」として近隣の妖たちから崇拝される存在となる。
かなで / 幼心の君（おさなごころのきみ）
すずの精神世界に存在する別人格。幼少時のすずの姿をしている。妖巫女は転生して成長する過程で前世の記憶や知識も一部が思い出される程度だったが、すずの場合は過去12代の妖巫女の記憶すべてを引き継いでいた。
そのため過去の記憶から笑うこともなく暮らしていたが、祭里との出会いをきっかけに主人格であるすずから過去の記憶を分離したことで誕生する。主人格であるすずからは「幼心ちゃん」と呼ばれていたが、幼少時の祭里が使っていた呼び名である「かなで」を名乗るようになる。

シロガネ
声 - 玄田哲章 / 長門三照（変化時）、 藤倉光（本来の姿）
400年を生きる強大な妖で、数多の妖たちを従える「妖の王」。一人称は「吾輩」。平時は丸っこい普通の猫の姿に擬態しており、祭里からは「ネコだるま」と呼ばれる。妖巫女であるすずを食らうことでさらなる力を得ようとするが、祭里が仕掛けた封神結界によって封印されかける。その寸前に祭里にかけた性醒流転の術で完全な封印だけは免れるが、力の大半を奪われたことで本来の姿に戻れなくなる。
王としては厳格かつ規律を重んじる姿勢で臨み、秩序を乱す妖には容赦しない。一方で、傲慢な振る舞いに反感を抱く配下も多く、弱体化後に相次いで反乱を起こされたりする。自分が不利に立たされると、卑屈な態度で保身に走るといった小心な面もある。祭里たちの地元では神として信仰された時代もあったが、近代化に伴い信仰が薄れていった人間たちを疎むようになる。特に自分を祭った神社を男女の逢瀬の場所に使われ続けた経験から、仲むつまじい男女を「ハレンチ」だとして嫌悪し、そんな男女への腹いせの目的で性醒流転の術を編み出した。祭里に性醒流転を掛けた理由も、「自分が封印されたあとに祭里とすずがいちゃつくのが許せなかった」という嫉妬心によるものである。性醒流転会得の修行に出かけているあいだに、拠点の神社をダム建設で沈められたことに激怒し、人間に仇なす悪妖と化した。これがきっかけで、現役時代の清弦をはじめとする風巻家とは因縁の間柄となる。
弱体化後は今度こそ祭里からとどめを刺されそうになるが、祭里の性醒流転が解けなくなることを恐れたすずの訴えによって救われ、風巻家の飼い猫という名目で祭里の監視下に置かれる。それでもすずを食らうことはあきらめておらず、復活のために自身の力が封じられた封神の巻を祭里から奪おうともくろむ。一方で、捕食対象であるはずのすずの好意的な態度に心動かされることもあり、好物であるすずお手製の「すずだんご」を対価として取引に応じたりする。その後北彩高校にも頻繁に出入りするようになり、厳格さを捨ててただの野良猫に扮し、愛らしい姿とあざとい仕草で生徒・教員たちから人気を集めるが、いかつい筋森だけは苦手でよく逃げ出そうとする。日喰想介からすずを守るために共闘して以降は祭里との仲もある程度改善し、すずを食らうことを事実上放棄する。
性醒流転（せいせいるてん）
対象の性別を反転させる秘術。被術者の腹部には霊力・妖力をもつ者にしか見えない「性転紋（せいてんもん）」が印される。解術ができるのは術者であるシロガネのみであり、解術前にシロガネが死亡すると術は呪いに変化し、二度と本来の性別に戻れなくなる。

### 北彩高校

#### ヤヨルー
すずの中学生時代からの友人で、クラスメイトの二人組。「ヤヨルー」とは、二人の愛称を合わせたコンビ名で、初対面の際に祭里によって命名される。
鳥羽 弥生（とば やよい）
声 - 戸松遥 / 遠藤香音
セミロングの茶髪に三白眼と八重歯が特徴の活発な少女。愛称は「ヤヨ」。
同性に対する過剰なスキンシップを好み、特にすずの脚や祭里（女）の胸の感触を気に入っている。その一方で繊細な部分もあり、ルーシーとは対照にオカルトのたぐいを苦手としている。花鳥風月の4人のなかでは学業成績はトップ。
初対面時に祭里にスキンシップを仕掛けたことから敬遠され、一時は嫌われたと落ち込むがとっくり転がしによって階段から落とされたところを祭里に助けられたことで次第に打ち解けていく。
低級の妖に憑かれて以降は妖に対する感覚が常人より強くなり、縊鬼に憑かれて窮地に陥ったのを祭里とすずに救われてからは妖としてのシロガネの姿も認知できるようになり、祭里らの事情を知る数少ない一般人となる。
月丘 ルーシー（つきおか ルーシー）
声 - 木野日菜 / 貫井柚佳
外国人の血を引くウェーブがかった長い金髪と、小柄でスレンダーな体型が特徴の少女。愛称は「ルー」。貿易商の父親とモデル兼女優の母親のあいだに生まれた富豪の令嬢で、両親ともに多忙なため家族がそろうことは少ない。
他人称に「〜氏」、語尾に「〜っす」を付ける独特の口調で話すマイペースな性格。スマートフォンでの写真撮影が趣味で、SNS映えする被写体を求めて一日に300枚以上も撮っている。独特のセンスの持ち主で、奇抜なデザインのスマホケースを愛用したり、異魂に取り憑かれて撮った心霊写真に興奮するあまり、その写真をポスターにして部屋に飾ろうとするオカルト好きな一面もある。祭里とは漫画の趣味で意気投合する。学業成績はすずと並んで壊滅的。実家は大豪邸で、リムジンでの送迎をはじめ、屋敷内には露天風呂や漫画を中心とした膨大な書庫などといったさまざまな部屋がある。
筋森を撮影した際にたまたま異魂が映りこんだことで、異魂に憑りつかれる。その後弥生の提案から花鳥風月の4人で催された自宅でのパジャマパーティーの最中、異魂に生命力を吸われて意識を失い、精神世界で異形の姿に変貌した異魂に襲われそうになったところを祭里に救われ、異魂を祓ってもらう。この時精神世界に祭里が男の姿で現れており、回復後は恩人である男の祭里に惹かれるようになる。
しかしその後、UFOを呼び出す儀式で男の祭里に変身したシロガネと遭遇し、マタタビ入りのすずだんごで酩酊状態になっていたシロガネとの会話のすれ違いから、「エドノヨ銀河から来た宇宙人」と勘違いし、「シロマツ様」と呼び心酔するようになる。
宇宙人などについて独自の設定を信じており、それは妖についてもすべて宇宙人などと結びつける思考に繋がっているため、妖を認識する力を著しく弱くしている。このためルーシーが妖を認識できることは無い。

#### 教師
筋森 益荒男（すじもり ますらお）
声 - 山本兼平 / 森田凌
校則に厳しい中年の男性英語教師。40歳。元・傭兵という異色の経歴をもち、口ひげと大柄で鍛え抜かれた屈強な肉体が特徴。
女体化しても無意識に男子トイレに入る祭里をよく注意する。武骨な外見とは裏腹に無類の猫好きで、校舎内を徘徊するシロガネを気に入り、追い回したり頬ずりしたりする。
その正体は戦場の兵士の念から生まれた「筋肉の人妖」。前述のとおり、生まれてからは傭兵として長らく戦場にいたが、心のうちに「平和に対する憧れ」があったことに気付き教師となった。
校長
北彩高校の校長。恋緒の祖母である初老の女性。妖は見えないが、「民間の立場から祓忍組合に協力している人物」として祭里の祖父とは親交が深い。かつてシロガネを神として祭っていた村の出身。

### 祓忍

#### 風巻家
祭里の生家で、風の術を得意とする祓忍の名門。
風巻 清弦（かざまき せいげん）
声 - 魚建 / 常盤昌平
祭里の祖父。かつては凄腕の祓忍であったが、現在は老齢からくる体の不調から引退している。ヘルニア持ち。
趣味であるアイドル動画の視聴やゲーム三昧の隠居生活を送っている。目下の推しアイドルはルン・エルシ・ジュエリア（声 - 緒乃冬華） で、自室にはポスターやカレンダーといったグッズが飾られている。現役時代の功績から地元の有力者たちとの親交が深く、そのひとりである北彩高校の校長を通じて祭里とすずを同じクラスに在籍させ、すずが護衛しやすくなるよう計らう。ラチカが居候し始めてからは「ジェド」と呼ばれて懐かれているが、調子に乗って一緒に遊んだあげくに腰を痛めたりする。
幼いころの祭里にすずの妖巫女としての過酷な運命を説き、祭里を祓忍として決起させるきっかけを与えた。現役時代からシロガネの力を警戒しており、封神結界の要となる封神の巻を30年かけて作り上げ、祭里に譲渡する。
風巻 纏（かざまき まとい） / 山瀬 いぶき（やませ いぶき）
祭里の母親。関東祓忍衆の御頭であり、普段は組織の表看板である企業の社長も務めている。二ノ曲兄妹の父親・武牙や恋緖の父親・獅子丸以上の酒豪かつ豪快な性格をしたグラマラスな容姿の女性。学生時代や髪をまとめあげた風貌は祭里（女）と似ているが、祓忍としての実力は息子以上。
祭里が小2のころから東京を拠点に活動していたが、かつて先代妖巫女によって封印された三体の古の妖が蘇った危機的状況と女になった息子を見てみたい気持ちから故郷へ戻り、祭里たちのクラスの副担任「山瀬いぶき」として北彩高校に赴任してくる。

#### 二ノ曲家
風巻家と並び称される祓忍のエリートで、緩急自在の神速の体術を得意とする。表向きは出前の速さが売りの蕎麦屋「ニノそば」を営んでおり、周辺一帯に多くの土地をもつ地主でもある。
二ノ曲 宗牙（にのくる そうが）
声 - 石毛翔弥
祭里の先輩である北彩高校の2年生。釣り目と鋭い前歯から校内では不良と誤解され恐れられており、実際の気性も激しいが、祓忍としての強い使命感と正義感をもつ好漢。
新人時代の祭里の任務に同行してからはその実力と精神力に惚れこみ、互いに切磋琢磨するライバル兼親友となる。一方で女性に対する免疫が全く無いため、祭里（女）に無意識に体を押し付けられたり、事故で裸体を目撃するなどして赤面する場面が多いが如何わしい状況でも下心を見せない誠実さも持つ。当初は妖巫女であるすずを妖と同義の存在として警戒していたが、その優しさに触れたことで異性として惚れるようになる。しかし、祭里とすずが心を通い合わせたのを機に潔く身を引くが、今度は祭里（女）を異性として意識し始める。
二ノ曲 ポ之助（にのくる ポのすけ） / 鳩天狗（はとてんぐ）
声 - 新井里美
山伏の姿をした小鳩の妖で、宗牙の式鬼（しき）として仕えている。丁寧口調で語尾に「〜ポ」とつけて話す。
野良猫に襲われていた自分を助けてくれた宗牙に忠誠を誓い、よき理解者となる。
二ノ曲 刃夜（にのくる はや）
宗牙の妹で、祓忍見習いの聖ゾディアンヌ学園中等部2年生。天真爛漫な性格。兄のことは「兄（あに）さま」と呼び尊敬する一方、女性に耐性のない兄を心配している。
初登場時は祭里の情報を得るべく、ポ之助を脅すうえで兄から奪った着装具で女体化した宗牙に変装し、祭里に接近する。
二ノ曲 武牙（にのくる むが）
二ノ曲兄妹の父親で二ノ曲家の現当主。
息子に似た容姿で厳格な性格。祭里（女）のことを気に入り、宗牙の嫁として迎え入れようとする。
モデルは、[[BLACK CAT]]のバルドリアス=S=ファンギーニ

#### 香炉木家
祓忍具の製作・販売を生業とする職人一族であるが、かつては香炉の香りを用いた祓い師の一族だった。表向きは「おもちゃのコウロギ」という玩具店を経営しており、店内には普通の玩具に紛れて一般人には認識できない祓忍具が陳列されている。
香炉木 恋緒（こうろぎ れお）
声 - 山根綺
ゴーグルと大きなシニヨンがついたツインテールにセットした髪型が特徴の少女。語尾に「〜です」と付けて話す。宗牙と同級生。
祓忍具の実験を兼ねて異魂の研究もしており、妖絡みで興味深いものを見つけると「刺激的ー!!」と大声で興奮するのが癖。祓忍としての実力は祭里たちに劣るが、多彩な祓忍具と機転を活かした戦術で不足をおぎなっている。自分が初めて製作した風魔手裏剣の出来と職人としての実力を認めてくれた祭里を気に入り、彼の担当職人としてそのサポートに全力を尽くしている。ただし、すずは彼女の祭里に対する積極的なアプローチぶりと祭里から職人として寄せられるその信頼ぶりから「要注意人物」として警戒するようになる。香炉を用いた祓いを得意とすることもあって極度の匂いフェチであり、自他ともに認める変態。
当初は「家が近い」という理由で女子校の聖ゾディアンヌ学園に通っていたが、祭里のサポートのために祖母が校長を務める北彩高校に転校し、宗牙のクラスメートとなる。
父親同士の仲が良かったことから宗牙とは幼なじみの間柄になるが、幼いころから宗牙を発明品の実験台にしてきたため、彼から強い苦手意識を抱かれている。
香炉木 獅子丸（こうろぎ ししまる）
声 - 宮園拓夢
恋緒の父親で師匠。娘の才能を認める一方でまだ見習いとして見ていた。

#### そのほかの祓忍
寿（ひさし）
関東祓忍衆の一員で纏の部下。
五行仙（ごぎょうせん）
祓忍組合を統括する5人の最高幹部。江戸時代に成立した組合の前組織「陰陽連（おんみょうれん）」の時代から生きているという謎の多い存在。

### 登場人物の家族

#### 花奏家
花奏夫妻
声 - 櫻井浩美（母）
花奏姉弟の両親。夫婦ともに商店街で喫茶店「Melody Bell」を経営している。母親は明るく気さくな性格で、娘と同じく「もーれつ」が口癖。父親はやや心配性だが、穏やかな性格。
花奏 律太（かなで りった）
声 - 藍原ことみ
すずの弟。小学6年生の男子児童。
祭里とは幼いころに姉のすずを通じて交流していた間柄で、女性化した祭里のことは両親とともに「男と思いきや、実は女だった」と認識しているが、「姉（すず）とはただならぬ関係」と誤解している。落ち着いた性格だが、女性化した祭里の胸に赤面する年ごろな一面をもつ。

#### 鳥羽家
鳥羽 水奈（とば みな）、鳥羽 潤（とば じゅん）
弥生の双子の妹たち。幼稚園の年長組。短い髪を右側に結んでいるのが姉の水奈、左側に結んでいるのが妹の潤。まだ幼く、不思議なものを受け入れてしまうためポ之助の姿などを観ることが出来る。

### 妖
人面蜘蛛（じんめんグモ）
人間の強い怨念によって生まれる巨大な蜘蛛の妖。
減罵（ゲンバ）
声 - 杉崎亮
現場作業員のような姿をした人面蜘蛛の一種。小美呼市のとある山で交通事故を起こしていたが、祭里によって倒される。作中では貴婦人のような姿をした人面蜘蛛らしき別個体の妖も存在していたが、こちらは宗牙に倒される。

爛（タダレ）
声 - 山本格
額の大きな一つ目と大入道のような巨躯をもつ妖。一人称は「オラ」。
天保時代に周辺の村に住む多くの人間を喰らい暴虐の限りを尽くしていたが、ギボシ山の封印塔に封印された。現代になって封印塔の老朽化が進んでいたことに付け込んだシロガネによって解放されるが、以前から不満を抱いていたシロガネを倒して自分が新たな妖の王となる野望を抱く。独断ですずを食らおうと襲いかかるが、駆けつけた祭里に倒される。
とっくり転がし
小さな徳利に目玉がついたような姿をした低級妖。どこからともなく転がって人間の足元に潜み、自分を踏んだ人間を転ばせる厄介な性質をもつ。害意はないが知能が低く、自身が人間を傷つけているという自覚は無い。
弥生に取り憑いて彼女を階段から転落させかけるが、間一髪のところを祭里が救い、自身もすずに止められる。その後、祭里によっておそろしの儀に掛けられ、山へと帰される。
オモカゲ
生霊およびドッペルゲンガーのたぐいとされる分身の妖。ストレスなどの要因で魄が体から出てしまい、魄だけが元となる人間と全く同じ姿をとり、勝手に行動している状態である。
作中では、すずがさくら牧場のクレープを恋しがったことに加え、「もし恋愛ドラマのようにキスで祭里を男に戻すことができたら」という無意識の思念からすずのオモカゲが生まれ、祭里にキスをしたり、クレープ目当てで販売先のさくら牧場に足を運んだりする。
通常はすぐに魄が霧散し消滅するため、特に問題を起こすような存在ではないのだが、すずのオモカゲの場合は膨大な魄により長期間存在を維持し続け、クレープを食べるという目的を達成（シロガネが変化したものであり、歯形が付いただけで厳密的には食べれていないのだが）したことで存在意義を失い消滅した。
オモカゲは元の人間と感覚を共有しており、オモカゲが受けた感覚や痛覚は元の人間も同じ感覚を受ける。もしオモカゲが命の危機に陥るような攻撃を受けた場合、元の人間にその感覚が伝わり、人間がショック死してしまう危険性もある。
また行動が単純であり、シャッターが閉まっていると鍵を無視して無理矢理開けようとするなど、人間ではありえない行動を行う。オモカゲは妖であるため元の人間よりも大きな力を出す事ができるが、その前に感覚を共有する人間の方がもたず、その場合は人間に危険が伴う。
すずは一度作り出してから慣れるとともに自分の意志で作ることも可能となり、自身を小型化させた姿をした「オモカゲ一寸法師」も作り出せるが、感覚を共有しているためか本体は注意力が散漫になる。
カゲメイはすずに憑依した際に巨人サイズの「オモカゲダイダラボッチ」を作り出した。
ドンパ
声 - 小林大紀
かつて祭里やすずと仲良くしていた河童の妖。ほかの妖ともども、すずを守るために祓忍となった祭里から一方的に追い払われる。
タヌマロ / 茶釜狸（ちゃがまたぬき）
声 - 木野日菜
分福茶釜のように茶釜と一体化したタヌキの妖。一人称は「オイラ」。相手を外部から閉ざされた結界に閉じ込めると同時に幻を見せる「夢幻蒸気（むげんじょうき）」を操る。
かつて祭里やすずと仲良くしていた妖の一体だったが、祓忍となった祭里から一方的に追い払われたことを恨んでいる。
以前からシロガネに憧れており、上記の祭里に対する逆恨みを含め、すずがシロガネの代理として妖の王の立ち位置についたことを反対するが、すずの説得もあり和解する。
あずべえ / 小豆はかり（あずきはかり）
声 - 河瀬茉希
どこからともなく小豆を鳴らして人を脅かす妖。一人称は「私」。しかし小豆をなくすと妖としての姿を保てなくなり、やがて消滅する。
オシラ
妖の隠れ里で仕立て屋を営み、採寸カイコが出す絹糸で対象者のサイズを測る妖。一人称は「私」。
画楽からの依頼で、すずの妖巫女の衣装製作に協力する。

#### 付喪神
歌川 画楽（うたがわ がらく）
声 - 田丸篤志
日本を代表する有名画家のひとり。その正体は有名な絵師が使っていた絵筆の付喪神で、シロガネと同じく古来より存在し絵を描き続けている妖。
描いた絵を具現化させる妖術「画現術（がげんじゅつ）」を操る。眼鏡をかけてるときの一人称は「僕」で、外したときは「俺」に変化する。
シロガネのことは妖の王として認めているものの、筋森と同等の過剰なスキンシップを仕掛けるため、当のシロガネからは逃げられている。
絵筆の持ち主だった絵師が亡くなって間もなく付喪神として生まれたが、人々から蔑まれながら生きてきたために人間を忌み嫌い、絵で描くことでしか存在を維持することができなかったことから塵塚怪王の欲するものを集めるだけの妖となっていた。しかし、塵塚怪王を封印した命依と出会い、彼女の優しさに触れて次第に心を開くようになるが、人柱として命を落とした彼女と悲劇的な別れを経験する。
現代まで至る長い時間を生き続け、SNSの発展などにより多くの人間に認められるようになったことから、自分を虐げていた塵塚怪王すらもしのぐほどの強大な力を身に付けている。命依の心の闇から生まれたカゲメイに対しては、命依が歪んだ存在ゆえにかつてのような恋心はないと言いつつも、祭里らを裏切る道を選ぶ。
そうはちぼん
声 - 朝日奈丸佳
姿を見せる能力を持ち、飛行して人間を驚かす仏具の付喪神。
小美呼市の車道付近に出没し、UFOの目撃情報としてSNSで話題を集め、祭里に捕獲されるも逃亡する。
迷イ家（マヨイガ）
人間に住まれ続けた家に宿った意思が具現化した妖。煙突と屋根のある家をデフォルメしたような姿をしている。
過去に自分に住んでいたとある夫婦の幸せな生活が忘れられず、画楽が祓忍組合に持ちかけた調査でその家に入った祭里とすずを半洗脳状態にして夫婦の生活を再現させたが、すずの体から顕現した先代妖巫女によって、その夫婦の幻影を見せられると、それに満足して成仏する。残された家は画楽のアトリエとして使われる。
塵塚怪王（ちりづかかいおう）
付喪神の王。一人称は「我」。自身の妖気に触れたものを腐敗させる妖術を操り、祭里を圧倒するほどの実力をもつ。
かつて命依によって封印されたが、数百年もの時を経てその封印から解き放たれ、命依の生まれ変わりであるすずを狙う。しかし、月日を経て強化された配下の画楽に下剋上を果たされ倒される。
腐食魔風（ふしょくまふう）
自身が持つ扇子から黒い風を繰り出し、あらゆるものを腐敗させる。その威力は祭里の術の風を飲み込むほど。
ラチカ
ロシア民話にまつわる絵本に宿った少女の妖。氷や冷気を自在に操るが、雪の妖ゆえに熱には弱い。ロシア語を交えた特徴的な話し方をする。
依り代の絵本を最初の所有者である日本国外の家族に売却されて日本に渡り、見知らぬ街で彷徨っていたところで雲外鏡のウーちゃんと出会った。
シロガネの代理として妖の王の立ち位置についたすずの噂を聞きつけ、彼女を倒して自身とウーちゃんで一緒に妖の王になろうともくろみ、自身とウーちゃんの妖術ですずや祭里の周辺をひっかき回していく。すずと祭里、シロガネをウーちゃんが創り出した鏡界（きょうかい）に引きずり込んで雪合戦勝負に挑むも、ウーちゃんの暴言にショックを受けたあまり、自身が召喚したトナカイをモチーフとした氷のゴーレムと一体化して暴走の限りを尽くしていくが、すずの説得とウーちゃんの謝罪で暴走も沈静化し、和解する。その後はすずの口利きもあり、「身寄りのない姪っ子を引き取った」という名目でウーちゃんとともに画楽のアトリエに居座っていたが、画楽がカゲメイ側に付いたことで祭里の家に移り、シロガネともども自分たちを裏切った画楽に強い怒りを抱くようになる。
ウーちゃん / 卯音（うね） / 雲外鏡（うんがいきょう）
200年前の遊郭の女郎が使っていた鏡から生まれた付喪神。日本に訪れたラチカと出会い相棒となる。一人称は「アタイ」。相手を鏡界に吸い込む、鏡を通じて連絡を取るといった妖術を操る。語尾に「〜だわさ」とつけて話す。
ラチカと共謀して祭里たちを追い詰めるが、自身が思わずラチカに暴言を吐いたせいで彼女を暴走状態に追い込むと、すぐさまシロガネに助けを求めて命乞いをするが、すずの協力を経てラチカに謝罪し、和解する。
画楽とは逆に知名度の低下した現代では弱体化しているが、穢れに憑かれた際に一時的に全盛期並みの妖力を取り戻し花魁姿の妖・卯音となり、すずの命を狙ったが、すずによって穢れを取り除かれて正気に戻る。

#### 人妖・異妖
日喰 想介（ひのじき そうすけ）
声 - 松岡禎丞
端正な顔立ちの美少年に化けた人妖。一人称は「僕」。
かつては異魂の一体にすぎなかったが、小さな妖を捕食し続け、その魄を奪って成長してきたことで「美食の人妖」として進化を遂げ、シロガネと対峙する。
現在の妖巫女であるすずの魄を食らおうと北彩高校に潜伏して彼女を連れさらい、祭里と一時的に本来の姿に戻ったシロガネと対峙し圧倒するが、男に戻った祭里との激闘のすえに敗北する。消滅する直前、密かにカゲメイによって救われるが、大半の力を失い満身創痍の子どものような姿となる。以降、空腹を感じていても食欲が湧かず自身の存在意義が揺らいでいたが、祭里とすずに体内に埋め込まれていたカゲメイの黒折紙を取り除かれたことで存在自体が一度リセットされた状態となる。祭里とすずに感謝しつつ、生まれ変わってまっさらな人妖となった自身のあり様を定めるべく旅立つが、途方に暮れていたところでルーシーに遭遇。気に入られた結果、年齢は20歳と誤魔化し月丘家の執事見習いとして就職する。
月丘家が海外から購入した美術品を依り代にした妖・メデューサとの戦いの最中、新たな能力「禍喰（マガバミ）」に開眼する。
ビル子
歓楽街に渦巻く人の思念から生まれた「愛欲の異妖」。小さなオバQのような姿に唇だけに見える容姿。比較的温厚で画楽や祭里たちとも旧知だが、すずに要らん事吹き込んだとシロガネからは嫌われている。

#### 三大妖
塵塚怪王と同じく強力な力をもち、命依によって封印されるが、長い年月を経て現代に甦った古の妖。
日照り神・魃（バツ）
長い干ばつを恐れる人々の畏怖から生まれ、「暑さそのもの」に化ける妖。一人称は「儂」。炎のような体に大きな一つ目と口をもった姿をしている。
秋の小美呼市のとある山の水辺を中心として市全域を熱波で苦しめるが、祭里とすず、恋緒たちが水辺で遊び始めたうえに自分を無視して三人がたわむれ始めたことに怒って実体化し襲い掛かるが、祭里の風で深傷を負う。しかしその傷をすずに治された際にかつて自分を封印した命依の姿と重ね合わせ、もう人々に危害を加えないことを条件に手を差し伸べられるが、一瞬でも灼熱の妖気を集中してすずを燃やそうとしたのを察知した祭里によって倒される。
縊鬼（くびれおに）
人間を自殺に見せかけ、殺害する妖。首吊り縄を首にかけ、不気味な笑みを浮かべる女性の姿をしている。
バイト疲れなどからわずかに妖の姿を認知できるようになった弥生に取り憑き、彼女を自殺に見せかけ殺そうとするが、間一髪のところで駆けつけた祭里とすずに阻止され、祭里によって倒される。
カゲメイ
かつて人柱としてこの世を去った命依の心の闇から生まれたオモカゲ。「カゲメイ」は纏によって命名されたもの。自身の望みである「人の世の破壊」を成し遂げるために妖巫女本体の転生であるすずの身体を乗っ取ることを目的としている。一度は身体を奪うことに成功するが、すずに主導権を奪回される。
以降、機会を探ることもあるが、周囲の提案で北彩高校に編入するも現代の技術や学生の学習内容の多彩さに苦労するようになる。人嫌いを拗らせたことで、廃墟となったホテルに独り暮らししていたが、とあるトラブルがきっかけで街に近い画楽のアトリエに移る。

### そのほかの登場人物
比良坂 命依（ひらさか めい）
すずの前世で、先代の妖巫女である少女。享年15。
幼少から妖巫女としての能力を開花させていたが、親や周囲からさげすまれ孤立し、力の使い方を鍛錬し続け、人にとって危険な妖を諌めてまわっていた。
かつて塵塚怪王を封印すると同時に画楽と出会い、人間を忌み嫌っていた画楽の心を開いた。しかし、そのある年にたて続けに発生した大水害を鎮めるための人柱として水底に沈められ、この世を去った。しかしその強い心の闇がオモカゲとなり、それが命依の沈んだ川の上流の石に宿ったことでカゲメイが生まれる。
壱与（いよ）
「最初の妖巫女」。かなでの受け継いだ記憶によると、転生するようになったのは生前大切な人だった「邪馬台（やまと）の国王」との再会を願う乙女心だったそうだ。
既作品「邪馬台幻想記」のキャラクターだが、具体的に前作品とどのように繋がっているのかは描かれなかった。

## 書誌情報
- 矢吹健太朗『あやかしトライアングル』集英社〈ジャンプ・コミックス〉、全16巻
  1. 「祭里とすずと妖」2020年10月2日発売[27]、ISBN 978-4-08-882505-2
  2. 「トクベツな関係」2020年12月4日発売[28]、ISBN 978-4-08-882516-8
  3. 「誘う少年」2021年3月4日発売[29]、ISBN 978-4-08-882582-3
  4. 「比良坂命依」2021年6月4日発売[30]、ISBN 978-4-08-882682-0
  5. 「謎の雪娘」2021年8月4日発売[31]、ISBN 978-4-08-882732-2
  6. 「日照り神と乙女たち」2021年10月4日発売[32]、ISBN 978-4-08-882790-2
  7. 「交わる前世と現世」2022年1月4日発売[4]、ISBN 978-4-08-882881-7
  8. 「君を助けたい」2022年3月4日発売[33]、ISBN 978-4-08-883034-6
  9. 「濡れた駆け引き」2022年6月3日発売[34]、ISBN 978-4-08-883148-0
  10. 「すずの神隠し」2022年9月2日発売[35]、ISBN 978-4-08-883250-0
  11. 「幼心の想い」2022年11月4日発売[36]、ISBN 978-4-08-883363-7
  12. 「想い出の髪留め」2023年1月4日発売[37]、ISBN 978-4-08-883440-5
  13. 「性醒流転・解除!?」2023年3月3日発売[38]、ISBN 978-4-08-883514-3
  14. 「妖巫女の少女」2023年6月2日発売[39]、ISBN 978-4-08-883545-7
  15. 「愛の牢獄（ラブプリズン）」2023年9月4日発売[40]、ISBN 978-4-08-883712-3
  16. 「祭里とすずと大団円」2023年12月4日発売[41]、ISBN 978-4-08-883802-1

## ボイスコミック
YouTubeのジャンプチャンネルにて、2020年11月20日より1話ずつ配信開始。

## テレビアニメ
2023年1月10日よりBS11ほかにて放送を開始した。しかし、新型コロナウイルス感染拡大の影響によってアニメ制作の遅延が発生し、放送・配信延期と、Blu-ray&DVD発売延期となった。第5話以降の放送・配信を延期し、2月6日（月）以降の各放送局による放送は、副音声でのスペシャルコメンタリー付きの第1話～第4話の再放送となる。3月6日以降は第5話・第6話の後、「第6話までの総集編」と「スペシャル特番」を放送し、第7話以降の放送・配信スケジュールは改めてアニメ公式サイト及び公式Twitterにて公表することになった。あらためて第1話からが2023年7月から9月まで放送された。

### スタッフ
- 原作 - 矢吹健太朗[46]
- 監督 - 秋田谷典昭[46]
- 副監督 - 馬引圭[46]
- シリーズ構成 - ヤスカワショウゴ[46]
- キャラクターデザイン・総作画監督 - 古川英樹[46]
- あやかしデザイン - 梅田一城、大岩徳美
- キーアニメーター - 渡部高志
- プロップデザイン・総作画監督 - 廣冨麻由
- 色彩設計 - 但野ゆき子
- 美術監督 - 桑原悟
- 撮影監督 - 柳田貴志
- 3D監督 - 齋藤威志
- 編集 - 仙土真希
- 音響監督 - 明田川仁[46]
- 音楽 - 石塚玲依[46]
- 音楽制作 - アニプレックス
- 音楽プロデューサー - 山内真治
- プロデュース - BARNUM STUDIO
- プロデューサー - 中山信宏、倉島真由実、中田博也、東真央、小彼孝一郎、小河原一将
- アニメーションプロデューサー - 中川二郎
- アニメーション制作 - CONNECT[46]
- 製作 - あやかしトライアングル製作委員会[46]（アニプレックス、集英社、読売テレビ、BS11、中外鉱業、丸井グループ）

### 主題歌
「熱風は流転する」
フィロソフィーのダンスによるオープニングテーマ。作詞は児玉雨子、作曲はSoichiroKとNozomu.S、編曲はSoulife。
「厭わない feat. 富田美憂,市ノ瀬加那」
MIMiNARIによるエンディングテーマ。作詞・作曲はMIMiNARI。ゲストボーカルは風巻祭里（女）役の富田美憂と花奏すず役の市ノ瀬加那。

### 各話リスト
| 話数     | サブタイトル     | 脚本             | 絵コンテ          | 演出                  | 作画監督                                                       | 総作画監督 | 初放送日       |
| -------- | ---------------- | ---------------- | ----------------- | --------------------- | -------------------------------------------------------------- | ---------- | -------------- |
| 第一話   | 祭里とすずと妖   | ヤスカワショウゴ | 馬引圭            | 守田芸成              | 川添亜希子 幡野雄亮 梅田一城                                   | 古川英樹   | 2023年 1月10日 |
| 第二話   | オンナトモダチ   | ヤスカワショウゴ | 竹之内和久        | 山本辰                | BigOwl Revival                                                 | 古川英樹   | 1月17日        |
| 第三話   | 神速の祓忍       | 入江信吾         | 富田祐輔          | 富田祐輔              | 佐野隆雄 大岩徳美 萩原正人 林隆祥 幡野雄亮                     | 廣冨麻由   | 1月24日        |
| 第四話   | 妖巫女の憂鬱     | ヤスカワショウゴ | 西田正義          | 薮内悠                | BigOwl Revival                                                 | 古川英樹   | 1月31日        |
| 第五話   | オモカゲ         | 入江信吾         | 海風涼            | 守田芸成              | 梅田一城 原友樹 川添亜希子                                     | 古川英樹   | 3月7日         |
| 第六話   | 視える、視えない | 谷畑ユキ         | 澤井幸次          | 小柴純弥              | 佐野隆雄 大岩徳美 幡野雄亮 林隆祥                              | 廣冨麻由   | 3月14日        |
| 第七話   | 歌川画楽         | ヤスカワショウゴ | 西田正義          | 大久保雅司            | 大塚美登理 樫内乃恵子 櫻井拓郎 Revival                         | 古川英樹   | 8月22日        |
| 第八話   | 初めてのひと     | 谷畑ユキ         | 田中千駿          | 田中千駿              | 林夏菜 杜野都 田中千駿 高橋こう平 Facu Escobedo STUDIO MASSKET | 古川英樹   | 8月29日        |
| 第九話   | “彼”との遭遇？   | ヤスカワショウゴ | 竹之内和久        | 富田祐輔              | 川添亜希子 佐野隆雄 萩原正人 廣冨麻由 日影工房                 | 廣冨麻由   | 9月5日         |
| 第十話   | 誘う少年         | 入江信吾         | Royden B          | 石川久一              | BigOwl Revival                                                 | 古川英樹   | 9月12日        |
| 第十一話 | 調和の心         | 入江信吾         | 竹之内和久        | 守田芸成 富田祐輔     | 丹羽信礼 原友樹 幡野雄亮                                       | 古川英樹   | 9月19日        |
| 第十二話 | 妖の王・花奏すず | ヤスカワショウゴ | 馬引圭 秋田谷典昭 | 越乃えりお 秋田谷典昭 | 古川英樹                                                       | -          | 9月26日        |

### 放送局
| 放送期間                | 放送時間                     | 放送局       | 対象地域   | 備考                                 |
| ----------------------- | ---------------------------- | ------------ | ---------- | ------------------------------------ |
| 2023年1月10日 - 3月14日 | 火曜 1:00 - 1:30（月曜深夜） | BS11         | 日本全域   | 製作参加 / BS放送 / 『ANIME+』枠     |
|                         |                              | とちぎテレビ | 栃木県     |                                      |
|                         |                              | 群馬テレビ   | 群馬県     |                                      |
|                         | 火曜 1:05 - 1:35（月曜深夜） | TOKYO MX     | 東京都     |                                      |
|                         | 火曜 1:30 - 2:00（月曜深夜） | テレビ愛知   | 愛知県     |                                      |
|                         | 火曜 2:59 - 3:29（月曜深夜） | 読売テレビ   | 近畿広域圏 | 製作参加 / 『MANPA』第3部            |
|                         | 火曜 21:00 - 21:30           | AT-X         | 日本全域   | CS放送 / 字幕放送 / リピート放送あり |

| 放送期間                | 放送時間                     | 放送局       | 対象地域   | 備考                                 |
| ----------------------- | ---------------------------- | ------------ | ---------- | ------------------------------------ |
| 2023年7月11日 - 9月26日 | 火曜 1:00 - 1:30（月曜深夜） | BS11         | 日本全域   | 製作参加 / BS放送 / 『ANIME+』枠     |
|                         |                              | とちぎテレビ | 栃木県     |                                      |
|                         |                              | 群馬テレビ   | 群馬県     |                                      |
|                         | 火曜 1:05 - 1:35（月曜深夜） | TOKYO MX     | 東京都     |                                      |
|                         | 火曜 1:30 - 2:00（月曜深夜） | テレビ愛知   | 愛知県     |                                      |
|                         | 火曜 2:59 - 3:29（月曜深夜） | 読売テレビ   | 近畿広域圏 | 製作参加 / 『MANPA』第3部            |
|                         | 火曜 21:00 - 21:30           | AT-X         | 日本全域   | CS放送 / 字幕放送 / リピート放送あり |

| 配信開始日    | 配信時間                   | 配信サイト |
| ------------- | -------------------------- | --- |
| 2023年1月10日 | 火曜 1:30（月曜深夜） 更新 | dアニメストア（本店、for Prime Video、ニコニコ支店）                                                                                          |
| 2023年1月13日 | 金曜 12:00 更新            | Netflix DMM TV ABEMA U-NEXT アニメ放題 Amazon Prime Video バンダイチャンネル Hulu WOWOWオンデマンド FOD ビデオマーケット music.jp GYAO!ストア |
| 2023年1月14日 | 土曜 0:00（金曜深夜） 更新 | TELASA J:COMオンデマンド みるプラス見放題パック auスマートパスプレミアム                                                                      |

### BD / DVD
| 巻 | 発売日         | 収録話          | 規格品番      | 規格品番      |
| 巻 | 発売日         | 収録話          | BD            | DVD           |
| -- | -------------- | --------------- | ------------- | ------------- |
| 1  | 2023年9月27日  | 第1話 - 第2話   | ANZX-16421/2  | ANZB-16421/2  |
| 2  | 2023年10月25日 | 第3話 - 第4話   | ANZX-16423/4  | ANZB-16423/4  |
| 3  | 2023年11月22日 | 第5話 - 第6話   | ANZX-16425/6  | ANZB-16425/6  |
| 4  | 2023年12月27日 | 第7話 - 第8話   | ANZX-16427/8  | ANZB-16427/8  |
| 5  | 2024年1月31日  | 第9話 - 第10話  | ANZX-16429/30 | ANZB-16429/30 |
| 6  | 2024年2月28日  | 第11話 - 第12話 | ANZX-16431/2  | ANZB-16431/2  |